# Brewster F2A Buffalo
Brewster Buffalo lub Brewster F2A – amerykański myśliwiec pokładowy z czasów II wojny światowej, pierwszy jednopłatowiec użytkowany przez United States Navy.

## Historia
Samolot zaprojektowano w odpowiedzi na zamówienie amerykańskiej marynarki wojennej z 1936 roku na nowoczesny jednopłatowy pokładowy samolot myśliwski. Na zamówienie odpowiedziały firmy Brewster Aeronautical Corporation (prototyp XF2A-1), a także Grumman (XF4F-1) i Seversky (XFN-1).
Pierwszy lot XF2A-1 odbył się w grudniu 1937. Po przeprowadzeniu testów, w czerwcu 1937 US Navy zamówiła 54 egzemplarze seryjnych F2A-1 (zbudowano 53 egz.). Samolot zbudowano w układzie średniopłata, charakteryzował się całkowicie metalową konstrukcją (z wyjątkiem usterzenia), posiadał klapy na skrzydłach i wciągane podwozie. Po przekazaniu 9 samolotów dywizjonowi z USS „Saratoga”, dowództwo marynarki postanowiło sprzedać pozostałe 44 samoloty jako nadwyżki Finlandii (marynarka USA miała w zamian otrzymać nowszą wersję myśliwca).
Kolejną wersję oznaczono F2A-2, różniła się ona od poprzedniczki m.in. mocniejszym silnikiem (R-1830-40) i lepszym śmigłem. Pierwsze samoloty tej wersji dotarły do jednostek US Navy dopiero we wrześniu 1940, gdyż w pierwszej kolejności dostarczano samoloty dla krajów europejskich. W kolejnej wersji, F2A-3, dodano silniejsze opancerzenie, kuloodporną kabinę pilota oraz zwiększono zapas paliwa. Marynarka wojenna USA zamówiła w sumie 43 egzemplarze wersji F2A-2 i 108 F2A-3. Produkcję zakończono w 1942. Piloci chwalili sobie te samoloty, jako łatwe w pilotażu i stosunkowo zwrotne, nie były to jednak samoloty mogące dorównać japońskim Mitsubishi A6M Zero. Wśród wad samolotu należy wymienić często psujące się wysuwane podwozie.

## Wersje eksportowe

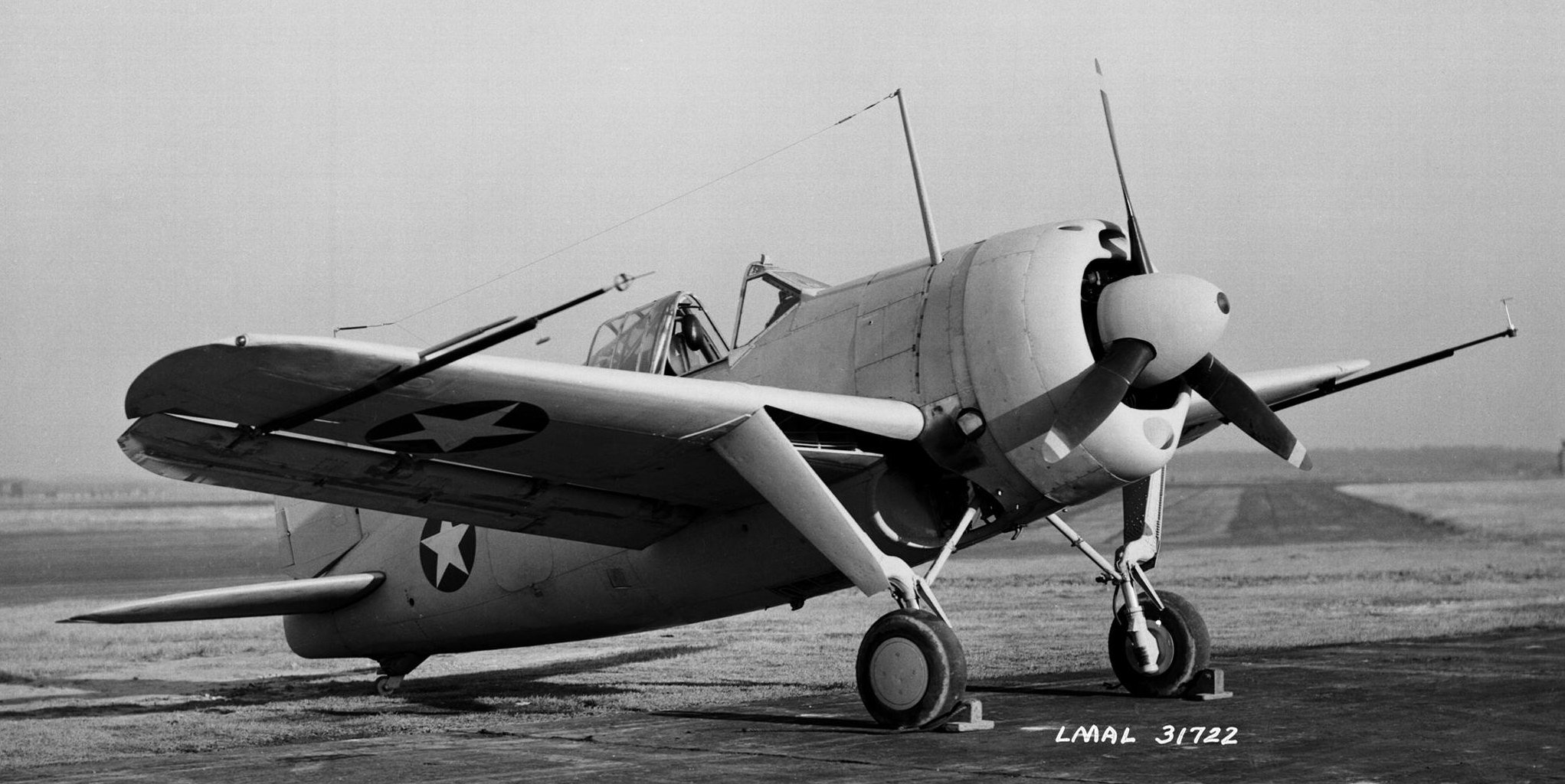
Brewster F2A-2 Buffalo

B-239 – tak oznaczono 44 samoloty wersji F2A-1 sprzedane w 1939 Finlandii. Od 1941, kiedy Finlandia walczyła ze Związkiem Radzieckim wspólnie z Niemcami, wobec braku możliwości zakupu oryginalnych części zamiennych, niektóre samoloty wyposażano na miejscu w zdobyczne silniki M-63. W niektórych samolotach montowano podwozie pozwalające na lądowanie na śniegu lub lodzie. Powstał też prototyp fińskiej kopii B-239, nazwany Humu, produkcji jednak nie podjęto.
B-339B – samoloty wersji F2A-2 pozbawione wyposażenia typowo morskiego (tratwy ratunkowej, zaczepu służącego do lądowań na lotniskowcu) przeznaczone dla Belgii (40 egz.). Wobec upadku Belgii w 1940 większość samolotów przekazano Wielkiej Brytanii, a 6 maszyn będących w drodze do Europy znalazło się we francuskiej posiadłości Martynice, gdzie zostały zniszczone, aby nie wpadły w ręce rządu Vichy.
B-339C – zamówiona przez Holandię, lądowa wersja F2A-2. Z powodu trudności z pozyskaniem silników Wright Cyclone, 24 samoloty dostarczone do Holenderskich Indii Wschodnich wyposażono w wyremontowane silniki Wright R-1820-G105 (1100 KM) wyjęte z cywilnych samolotów DC-3. Pozostałe 48 maszyn wyposażono w silniki Wright R-1820-G205 (1200 KM) i oznaczono później B-339D.
B-339E – 170 maszyn wersji F2A-2 kupionych przez Wielką Brytanię. Ponieważ samoloty te nie mogły się równać z myśliwcami niemieckimi, dowództwo RAF wysłało je na Daleki Wschód, gdzie wyposażono w nie dywizjony RAF, RAAF i RNZAF.
339-23 – zamówiona przez Holandię wersja eksportowa F2A-3, wyposażona jednak w łatwiej dostępne silniki Wright R-1820-G5 (950 KM). Zanim samoloty dostarczono do Holenderskich Indii Wschodnich, Jawa została zajęta przez Japonię, w związku z tym samoloty te znalazły się w Australii, gdzie początkowo zostały wcielone do lotnictwa armii USA (USAAF), a później przekazane RAAF, gdzie 6 z nich użytkowano jako samoloty rozpoznawcze, a 9 służyło w obronie miasta Perth. Samoloty tej wersji nie brały udziału w walkach.

## Użycie bojowe

### Europa

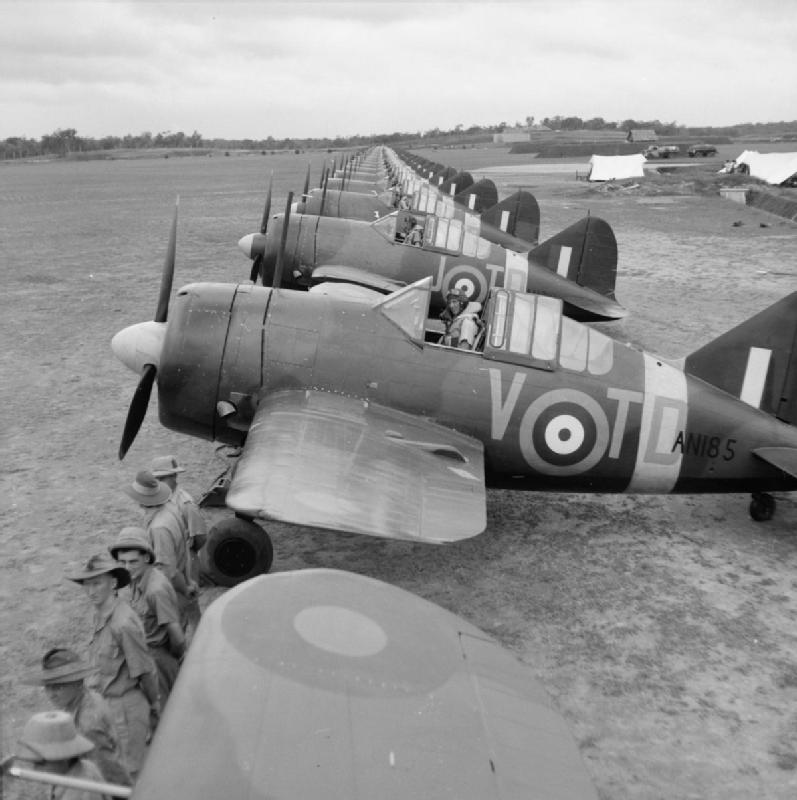
F2A Buffalo należące do 453. Dywizjonu RAAF na lotnisku Sembawang w pobliżu Singapuru w listopadzie 1941 roku

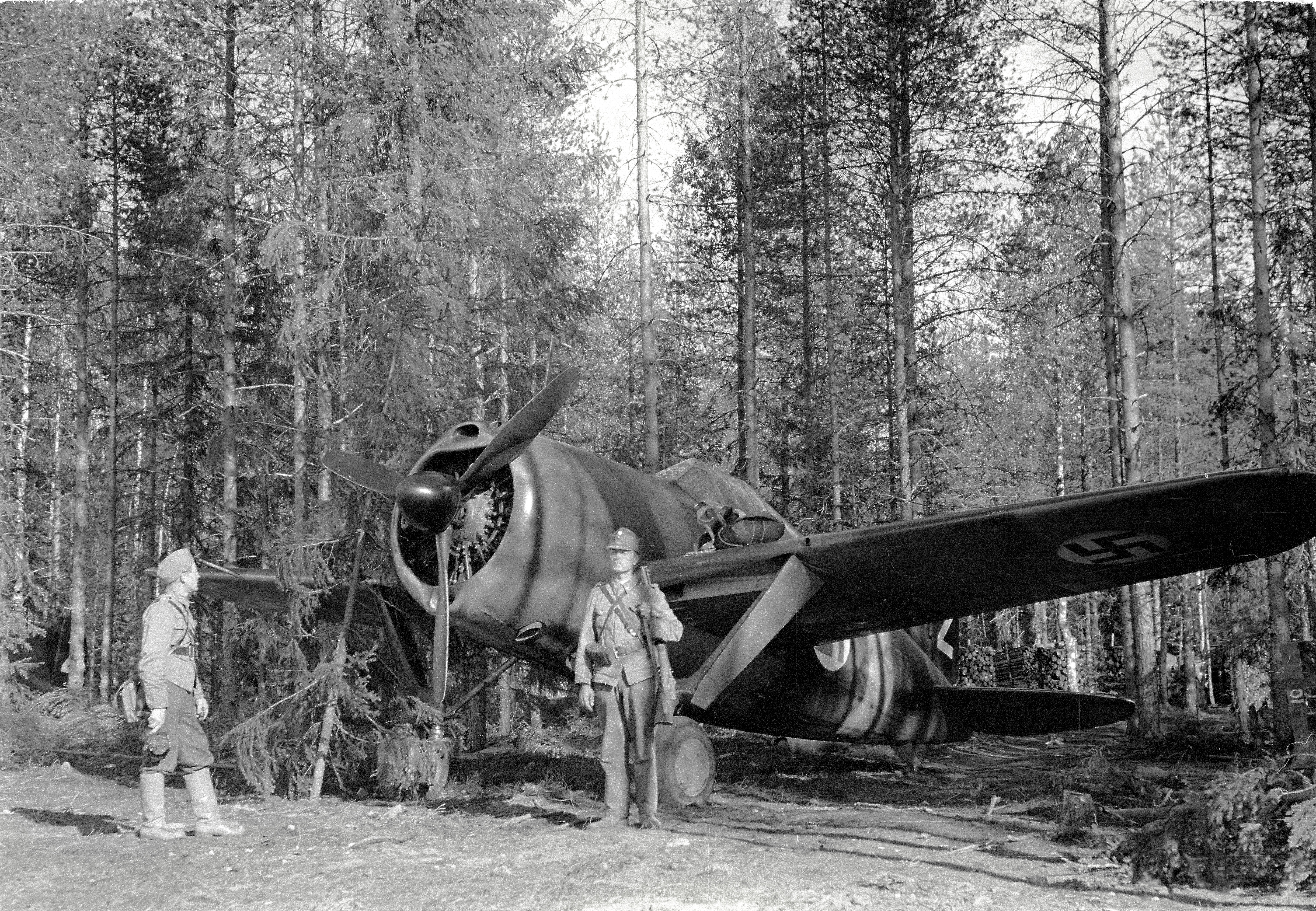
F2A Buffalo należący do lotnictwa fińskiego podczas trwania wojny kontynuacyjnej, 1941 rok

Pomimo wielu zamówień samolotów Buffalo przez państwa europejskie, samoloty te już na początku wojny nie stanowiły zagrożenia dla niemieckich Messerschmitt Bf 109 i w większości przypadków skierowano je do walk w Azji. Wyjątek stanowiły nieliczne B-339B służące w dywizjonach lotnictwa brytyjskiej marynarki wojennej na Krecie. Myśliwców tych używano jednak najprawdopodobniej jedynie jako samolotów wsparcia podczas obrony Krety.
Przed końcem wojny zimowej do Finlandii dotarło jedynie 6 samolotów B-239. Przesyłano je przez Trollhättan w Szwecji, gdzie były montowane przez mechaników lotnictwa Norwegii. Od 1941, kiedy Finlandia znalazła się w stanie wojny ze Związkiem Sowieckimi, do 1944 roku, kiedy Finlandia skapitulowała, 44 samoloty B-239 odniosły aż 478 zwycięstw powietrznych nad samolotami sowieckimi przy utracie 23 maszyn. Piloci fińscy górowali wyszkoleniem nad pilotami radzieckimi. Po kapitulacji w 1944, podczas walk z wojskami niemieckimi na terenie Finlandii, B-239 na pewno zestrzeliły jeszcze kilka bombowców Ju 87 Stuka. B-239 pozostawały na wyposażeniu fińskiej armii do 1948.

### Azja i Pacyfik
Służące w lotnictwie marynarki wojennej USA F2A-3, były podstawowym wyposażeniem jednego dywizjonu (VF-2) podczas ataku na Pearl Harbor, jednak samolotów tych użyto tylko do ataku na japoński okręt podwodny. Po przezbrojeniu wszystkich dywizjonów w myśliwce Grumman F4F Wildcat, F2A-3 przekazano stacjonującym w bazach lądowych dywizjonom lotnictwa piechoty morskiej USA (VMF-211 i VMF-221). 10 marca 1942 roku F2A-3 należące do VMF-221 zestrzeliły japońską łódź latającą Kawanishi H8K w pobliżu Midway, a podczas bitwy pod Midway, 4 czerwca 1942, startująca z atolu eskadra VMF-211 straciła w starciu z japońskimi samolotami 12 F2A-3 spośród 21 wysłanych samolotów tego typu. Po tym katastrofalnym wydarzeniu podjęto decyzję o natychmiastowym wycofaniu myśliwców Buffalo do dywizjonów szkolnych, gdzie pozostały do 1944.
Znajdujących się w Holenderskich Indiach Wschodnich B-339C i B-339D użyto m.in. do obrony Singapuru i podczas japońskich inwazji na Borneo, Sumatrę i Jawę. Podczas 3 miesięcy walk piloci latający na tych maszynach odnieśli 55 zwycięstw powietrznych, tracąc 30 samolotów w powietrzu, 15 na lądzie i kilka w wypadkach.
Brytyjskie Brewstery Buffalo w Azji walczyły w Birmie, gdzie sformowano dywizjon z ochotników amerykańskich i wspólnie z lotnictwem holenderskim w Holenderskich Indiach Wschodnich.

## Dane techniczne
| Wersja         | F2A-1                               | F2A-2                               | F2A-3                               |
| -------------- | ----------------------------------- | ----------------------------------- | ----------------------------------- |
| Długość        | 7938 mm                             | 7807 mm                             | 8050 mm                             |
| Rozpiętość     | 10 668 mm                           | 10 668 mm                           | 10 668 mm                           |
| Silnik         | 1 Wright R-1820-34 (950 KM)         | Wright R-1820-40 Cyclone (1200 KM)  | Wright R-1820-40 Cyclone (1200 KM)  |
| Masa własna    | 1717 kg                             | 1882 kg                             | 2162 kg                             |
| Masa startowa  |                                     | 3124 kg                             | 3247 kg                             |
| Prędkość maks. | 500 km/h (5532 m)                   | 554 km/h (5044 m)                   | 518 km/h (4907 m)                   |
| Zasięg         |                                     | 1553 km                             | 2704 km                             |
| Uzbrojenie     | 4 km Browning 12,7 mm 2 bomby 45 kg | 4 km Browning 12,7 mm 2 bomby 45 kg | 4 km Browning 12,7 mm 2 bomby 45 kg |
| Liczba maszyn  | 53                                  | 43                                  | 108                                 |